# Ісакова Вікторія Євгенівна
Вікторія Євгенівна Ісакова (рос. Виктория Евгеньевна Исакова; нар. 12 жовтня 1976, м. Хасав'юрт, Хасав'юртівський район Дагестану, СРСР) — російська акторка театру і кіно. Заслужена артистка Росії (2019). Лауреат премії Уряду Російської Федерації (2015), а також театральних та кінопремій («Чайка» (2003), «Срібний Г'юго» (2006), «Тріумф» (2008), «Золотий орел» (2015, 2017) тощо).
Фігурант бази даних центру «Миротворець».

## Життєпис
Народилася 12 жовтня 1976 року у Хасав'юрті, Дагестанська АРСР, СРСР. 
У 13 років переїхала з родиною до Москви. Після закінчення школи вступила до Російського інституту театрального мистецтва, однак через рік навчання перейшла до Школи-студії МХАТ (курс Олега Єфремова). Закінчила навчання 1999 року. 
Після закінчення навчання працювала у різних театрах.
Екранний дебют відбувся 1998 року, коли з'явилася в епізодичній ролі у телесеріалі «Чехов і Ко». З 2002 року знімається у кіно регулярно. Першу головну роль у кіно зіграла 2005 року в українському проекті «Цілують завжди не тих» режисера Дмитра Томашпольський. Широка популярність прийшла 2006-го після ролей у бойовику «Полювання на піранью» та в драмі «Потрібна няня». За роль Кіри на прізвисько «Зебра» у фільмі Юрія Мороза «Точка», 2006 року отримала приз у номінації «Найкраща актриса року» на міжнародному кінофестивалі Чикаго.
Одна з найбільш затребуваних кіно- і телеактрис Росії. Знімалася у кількох українських кінопроектах.

## Фільмографія
- 1998 — «Чехов і Ко» (фільм-спектакль; новела «У пансіоні») — пансіонерка
- 2000 — «Імперія під ударом» (т/с, 3 серія)
- 2002 — «Щоденник убивці» (т/с); реж. Кирило Серебренніков — Роза, комісар
- 2002 — «Каменська 2» (т/с) — Катя/Есмеральда
- 2005 — «Цілують завжди не тих»; реж. Дмитро Томашпольський — Олена (головна роль)
- 2006 — «Полювання на піранью»; реж. Валерій Тодоровський — Сінільга
- 2006 — «Потрібна няня» — Віра
- 2006 — «Доктор Живаго» (т/с); реж. Олександр Прошкін — Маринка
- 2006 — «Острів»; реж. Павло Лунгін — Настя, дочка адмірала
- 2007 — «Гілка бузку»; реж. Павло Лунгін — Анна
- 2008 — «Ґудзик» (т/ф, Україна); реж. Володимир Тихий — Єлизавета Тенецька
- 2009 — «Осінні квіти» (т/с, Україна); реж. Ахтем Сеітаблаєв
- 2009 — «Брати Карамазови» (т/с); реж. Юрій Мороз — Катерина Іванівна
- 2010 — «Посміхнися, коли плачуть зірки» (Росія—Україна); реж. Маргарита Красавіна
- 2012 — «Свято під замком» — Віра Сорокіна
- 2013 — «Відлига» (т/с); реж. Валерій Тодоровський — Інга Віталіївна Хрустальова, актриса
- 2013 — «Петро Лещенко. Все, що було…» (т/с) — Катерина Зав'ялова
- 2013 — «Дзеркала» — Марина Цвєтаєва
- 2016 — «Квартет» (т/с) — Лінькова
- 2016 — «Учень»; реж. Кирило Серебренніков — Олена Львівна Краснова
- 2017 — «Мата Харі» (т/с) — графиня Лідія Кірєєвські
- 2017 — «Анна Кареніна. Історія Вронського» (т/с) — Доллі (Дар'я Олександрівна) Облонська, дружина Стіви Облонського
- 2017 — «Демон революції» (т/с) — Інеса Арманд
- 2018 — «Російський біс» — Поліна Вікторівна
- 2021 — «Вертинський» (т/с); реж. Авдотья Смирнова — Марлен Дітріх